# John Austin (tennis)
Pour les articles homonymes, voir John Austin et Austin.
John Austin, né le 31 juillet 1957 à Long Beach, est un ancien joueur de tennis professionnel américain.
Il a notamment remporté le tournoi de Wimbledon en double mixte avec sa sœur cadette Tracy Austin, numéro un mondiale au début des années 1980.
Directeur de nombreux clubs de tennis pendant une vingtaine d'années, il devient en 2005 directeur exécutif de l'USTA de la région sud-ouest.

## Palmarès

### Finale en simple (1)
| No | Date       | Nom et lieu du tournoi                    | Catégorie | Dotation | Surface    | Vainqueur     | Score    |  |
| -- | ---------- | ----------------------------------------- | --------- | -------- | ---------- | ------------- | -------- |  |
| 1  | 03-08-1981 | National Revenue Tennis Classic, Columbus |           | 75 000 $ | Dur (ext.) | Brian Teacher | 6-3, 6-2 |  |

### Titre en double (1)
| No | Date       | Nom et lieu du tournoi         | Catégorie | Dotation | Surface         | Partenaire  | Finalistes                | Score    |  |
| -- | ---------- | ------------------------------ | --------- | -------- | --------------- | ----------- | ------------------------- | -------- |  |
| 1  | 16-11-1981 | Bangkok Tennis Classic Bangkok |           | 75 000 $ | Moquette (int.) | Mike Cahill | Lloyd Bourne Van Winitsky | 6-3, 7-6 |  |

### Finales en double (6)
| No | Date       | Nom et lieu du tournoi                           | Catégorie | Dotation  | Surface         | Vainqueurs                   | Partenaire     | Score         |  |
| -- | ---------- | ------------------------------------------------ | --------- | --------- | --------------- | ---------------------------- | -------------- | ------------- |  |
| 1  | 19-08-1973 | Tournoi de tennis de Merion Merion (en)          |           | NC $      | Gazon (ext.)    | Colin Dibley Allan Stone     | Fred McNair    | 7-6, 6-3      |  |
| 2  | 14-04-1980 | Tournoi de tennis de Los Angeles Fountain Valley |           | 175 000 $ | Dur (ext.)      | Brian Teacher Butch Walts    | Anand Amritraj | 6-2, 6-4      |  |
| 3  | 18-08-1980 | Atlanta Open Atlanta                             |           | 75 000 $  | Dur (ext.)      | Tom Gullikson Butch Walts    | Anand Amritraj | 6-7, 7-6, 7-5 |  |
| 4  | 10-11-1980 | Tournoi de tennis de Taïwan Taïwan               |           | 75 000 $  | Moquette (int.) | Bruce Manson Brian Teacher   | Ferdi Taygan   | 6-4, 6-0      |  |
| 5  | 15-06-1981 | Tournoi de tennis de Bristol Bristol             |           | 75 000 $  | Gazon (ext.)    | Billy Martin Russell Simpson | Johan Kriek    | 6-3, 4-6, 6-4 |  |
| 6  | 09-11-1981 | Tournoi de tennis de Taïwan Taïwan               |           | 75 000 $  | Moquette (int.) | Mike Bauer John Benson       | Mike Cahill    | 6-4, 6-3      |  |

### Titre en double mixte (1)
| No | Date       | Nom et lieu du tournoi      | Catégorie | Dotation  | Surface      | Partenaire   | Finalistes                      | Score         |          |
| -- | ---------- | --------------------------- | --------- | --------- | ------------ | ------------ | ------------------------------- | ------------- | -------- |
| 1  | 23-06-1980 | The Championships Wimbledon | G. Chelem | 259 000 $ | Gazon (ext.) | Tracy Austin | Dianne Fromholtz Mark Edmondson | 4-6, 7-6, 6-3 | Parcours |

### Finale en double mixte (1)
| No | Date       | Nom et lieu du tournoi      | Catégorie | Dotation  | Surface      | Vainqueurs                | Partenaire   | Score         |          |
| -- | ---------- | --------------------------- | --------- | --------- | ------------ | ------------------------- | ------------ | ------------- | -------- |
| 1  | 22-06-1981 | The Championships Wimbledon | G. Chelem | 300 000 $ | Gazon (ext.) | Betty Stöve Frew McMillan | Tracy Austin | 4-6, 7-6, 6-3 | Parcours |